# 企業租車
企業租車（Enterprise Rent-A-Car）隸屬於企業控股有限公司（Enterprise Holdings, Inc.）麾下，為美國一家經營汽車租賃的公司。2007年8月1日企業控股購入擁有阿拉莫租車和國家租車二家子公司的先鋒租車，從此之後由企業租車、阿拉莫租車和國家租車三家形成一個僅次於赫茲租車及安飛士·百捷集團的汽車租賃集團。
母公司企業控股公司曾在2010年被《富比士》評選為「全美前五百大私人企業」，排名第17名。

## 公司沿革及概要

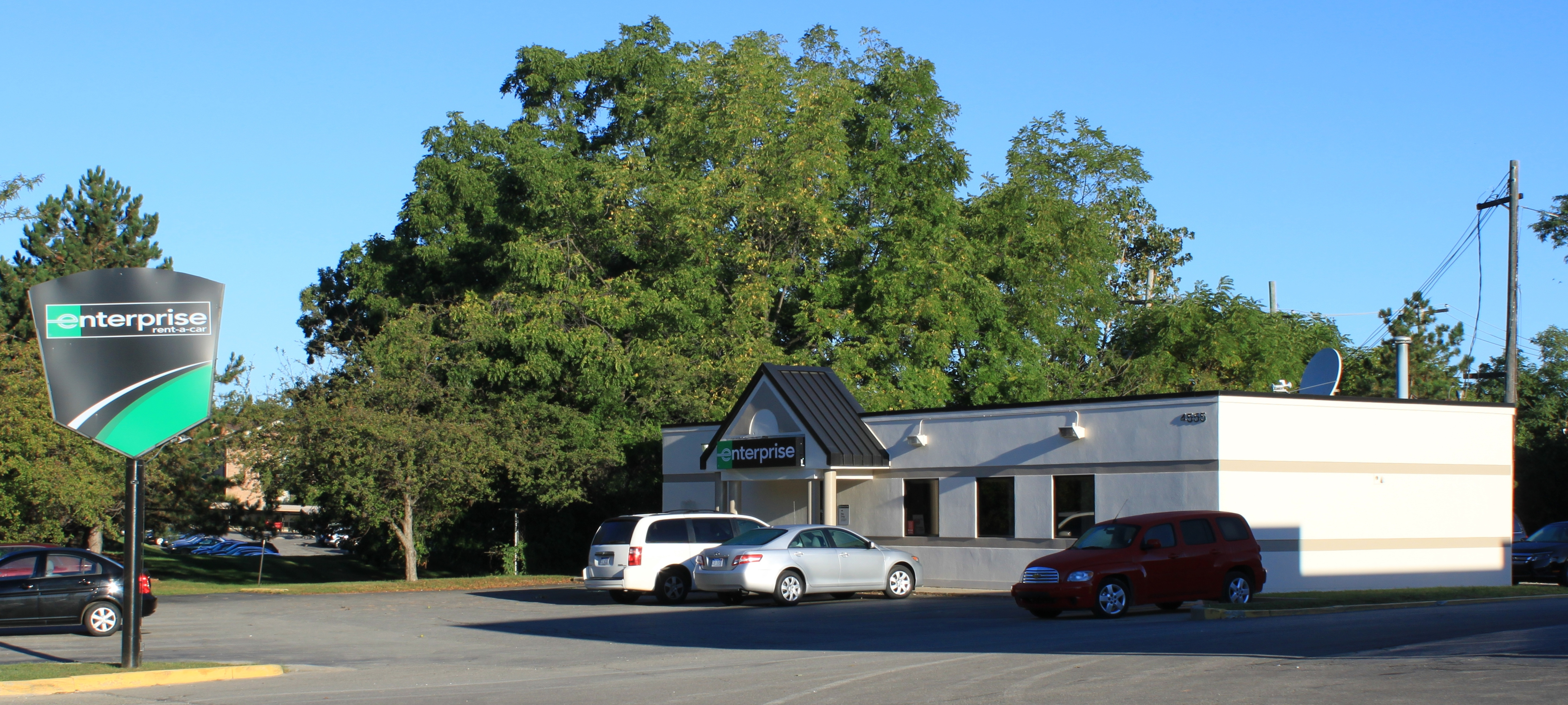
位於美國密西根州安雅博市的企業租車店面

1957年傑克·泰勒（Jack Crawford Taylor）以七輛車的車隊在密蘇里州聖路易斯創辦「執行租賃公司」（Executive Leasing Inc.）；1962年車隊規模擴大至17輛，並增加短程租車、新車銷售二項業務。1969年隨著業務的發展，該公司開始進軍美國其它州，但泰勒發現某些地區無法使用「執行租賃公司」的名義，遂決定變更成企業租賃公司（Enterprise Leasing Inc.）；這個名字源自於第二次世界大戰期間泰勒服役於企業號航空母艦的經歷。
1970年代該公司的業務迅速擴張，其他同業競相在各州的主要機場開店，但企業租車反其道而行，反而在各級大小城市鋪店；而第一家機場據點遲至1995年才在丹佛國際機場開張。1974年一家位於佛羅里達州奧蘭多的分店首創「我們去載您」（We'll Pick You Up）的服務，也就是自客戶家裡免費載送至店面取車。1980年成立全國預約中心，客戶可以透過免費電話預約全國各分店的車輛；同時該公司的車隊已增加至6千輛。
1989年再度更名成現行的企業租車（Enterprise Rent-A-Car），而公司規模已經擴張到超過500個據點、5萬輛各式車輛。1993年企業租車正式成為跨國企業，第一家外國店面在加拿大安大略省溫莎市開幕；此時該公司在北美洲地區已經擁有約20萬輛車、1,500家營業據點。翌年該公司進軍歐洲，首家據點選擇在英國東南英格蘭伯克郡的雷丁開幕。1999年開始發展出租卡車的業務（該業務現已獨立成子公司「商業卡車公司」〔Commercial Trucks, Inc.〕），當時該公司在全球擁有約4千家營業所。
到了2004年該公司的營業額已達到7億美元，共有6千家分店遍布美國、加拿大、英國、愛爾蘭、德國等地。2005年營業額突破8億美元，並且在11月15日由著名市場調查公司J.D. Power評選為最佳客戶服務之企業；2007年更是第九度蟬聯《彭博商業周刊》的「25家最佳客戶服務企業」排行榜。
2007年3月30日母公司企業控股公開宣布與博龍資產管理有限公司達成協議，購入其先鋒租車之持股；接著8月1日完成交易案。由於先鋒租車旗下的阿拉莫租車與國家租車店面集中在各大機場，剛好與店面遍布各地市區的企業租車形成互補作用。這樁交易案使得整個集團擁有11億7千萬美元的年營業額、10,683個營業據點、110萬輛車的車隊，以及74,169個員工。

### WeCar汽車共享
「WeCar」汽車共享服務是由該公司2008年起開辦的新業務，首先於聖路易斯華盛頓大學實施；接著2009年7月於南佛羅里達大學開辦。除前述二家校園外，目前該公司在山景城、納什維爾大學、利普斯科姆勃大學、羅利、密蘇里大學、紐奧爾良洛約拉大學、杜蘭大學等地也提供此項服務。

## 內部連結
- 阿拉莫租車
- 國家租車
- 先鋒租車
- 汽車租賃

## 外部連結
- （英文）官方網站 （页面存档备份，存于）
- （英文）企業租車官方網站 （页面存档备份，存于）
- （英文）WeCar汽車共享官方網站 （页面存档备份，存于）